# 馬街普通話
马街普通话，简称马普，起源于昆明市西山区的马街。居住在马街的老昆明人说话口音，具有典型的昆明“土腔”。推广普通话后，马街人难以咬准普通话的发音，口音带有浓重的地区特色，被戏称为“马街普通话”。之后，“马普”逐渐成为昆明地区乃至全云南省范围内，带有浓厚乡音的普通话的代称。
马普这种既不同于方言，也不是标准普通话的语言形式，可以运用中介语理论解释。马普被《开心蒙太奇》等昆明电视节目有意地使用，《武林外传》、《十全九美》等影视作品有采用马普的对白。